# 王良增七
HD 222682，又名BD+60 2609，SAO 20793、HR 8990，是一颗恒星，视星等为6.4，位于銀經114.85，銀緯-0.11，其B1900.0坐标为赤經23h 37m 44.7s，赤緯+61° -0.11′ 31″。